# Domoszló
Domoszló is een plaats (község) en gemeente in het Hongaarse comitaat Heves. Domoszló telt 2144 inwoners (2002).